# Марьенко, Виктор Семёнович
Ви́ктор Семёнович Марьенко (22 августа 1929 — 9 июля 2007) — советский футболист, тренер. Выступал на позиции защитника в клубах «Шахтёр», «Торпедо» и «Металлист». Мастер спорта СССР (1957). Заслуженный тренер РСФСР (1963).

## Карьера игрока
В футбол начал играть на станции Ясиноватой в 1947 году.
В 1950 году началась профессиональная карьера Виктора Марьенко. «Горняки» выступали в классе «А» и в том сезоне заняли 11 место. Марьенко сыграл 29 матчей и забил 1 гол. В следующем году «Шахтёр» занял третье место, пропустив вперёд ЦДСА и тбилисское «Динамо». Виктор в том сезоне сыграл лишь два матча. В 1952 году «Шахтёр» занял 13-е место в чемпионате и вылетел в класс «Б», Виктор Марьенко отыграл в том сезоне 5 матчей. В классе «Б» команда заняла 3 место и не смогла вернуться в элиту, Марьенко провёл 15 игр, и на следующий год покинул клуб, перейдя в московское «Торпедо».
В столичном клубе Марьенко провёл 6 лет, с 1954 по 1959 год. В дебютном сезоне сыграл 20 матчей, забил один гол. 20 матчей сыграл в следующем году, а в 1956 отыграл лишь 5 игр. В 1957 году «Торпедо» заняло второе место в чемпионате, уступив «Динамо». Виктор Марьенко провёл в том году 22 матча. В последних двух сезонах он провёл лишь 21 матч, забив один гол в свои ворота.
В харьковском клубе «Авангард» Виктор Марьенко завершал карьеру. За три года в классе «А» он сыграл 69 игр, поразив однажды ворота в 1961 году.

## Тренерская карьера
Сразу после завершения карьеры в 1962 году Марьенко возглавил ярославский «Шинник», впервые в истории в 1963 году вывел его в первую группу «А». На следующий год стал начальником команды в «Торпедо» (фактически выполняя обязанности и старшего тренера). Под его руководством команда заняла второе место, лишь в дополнительном мачте уступив тбилисскому «Динамо», а через год во второй раз в истории стало чемпионом СССР. В 1966 году клуб занял 6 место. На следующий год возглавил «Уралмаш», проработал два года во второй группе «А» и вывел его в высшую лигу. В 1969 снова работал одновременно начальником команды и главным тренером уже в «Локомотиве». С 1971 по 1978 год тренировал «Шинник», с 1978 по 1980 «Локомотив». С 1981 по 1987 тренировал воронежский «Факел», привел команду к первому месту в первой лиге в 1984 году и выходу в высшую лигу. Воронежцы под его руководством дошли до полуфинала Кубка СССР в 1984 году.
Скончался 9 июля 2007 года. Похоронен на Калитниковском кладбище.

## Достижения
- Бронзовый призёр чемпионата СССР 1951 года в составе «Шахтера».